# Јован Мирковић
Јован Мирковић (Брезовац Субоцки, Новска, Краљевина Југославија 1. новембар 1943 — Београд, Србија 25. април 2020) био је српски историчар специјализован за проучавање геноцида и холокауста, Други светски рат и историју Западног Балкана у 20. веку.

## Образовање
Завршио Педагошку академију у Петрињи и положио стручни испит за звање наставника, затим Филозофски факултет Универзитета у Сарајеву, група Историја, стекавши стручни назив професор историје. Стручни испит за звање кустоса положио у Музејском документаионом центру у Загребу 1991. Стручно звање вишег кустоса стекао 2007, а музејског саветника 2012 (Народни музеј у Београду, Комисије за стицање виших стручних звања). На Филозофском факултету у Сарајеву био на постдипломским студијама, које су прекинуте због ратних дешавања деведесетих година.

## Каријера
Радио је у привреди и у просвети (наставник и директор школе), а у области културе, од 1. септембра 1978. године: у Спомен подручју Јасеновац као директор у два мандата (1978-1980. и 1990-1991), директор Народног свеучилишта Новска (1980-1984). У периоду 1984-1990. био на изборним и именованим функцијама, а у Музеју жртава геноцида у Београду у сталном радном односу од 1. марта 1999, на радном месту кустоса-истраживача. Прекид рада у звању, од 1991. до 1999, настао је због ратних дешавања.
Као директор Спомен подручја Јасеновац, организовао и спроводио истраживања споменичних (гробишних) локалитета, уређење простора, прикупљање и обраду музејске грађе и њену презентацију, рад са посетиоцима (више од 400.000 годишње), издавачку делатност (преко 40 наслова посебних издања).
У Музеју жртава геноцида, уже подручје истраживања били су злочини геноцида и ратни злочини у време Другог светског рата, посебно у Независној Држави Хрватској. Од програмских активности Музеја, посебан ангажман имао је на прикупљању и обради грађе (дигитализација и унос у програм за архивирање и претраживање) и обављању послова уредника издавачке делатности.
За његове заслуге и животно дјело, на предлог Његовог Преосвештенства владике Пакрачко-славонског г. Јована, Свети Архијерејски Синода Српске православне цркве 30. јануара 2020. године одликовао га је Орденом Светог Деспота Стефана Лазаревића. Преминуо је у Београду 25. априла 2020. године.
Орден Светог деспота Стефана Лазаревића добио је постхумно 2021. године.

## Изабрана библиографија
Монографије
- Извјештај Спомен подручја Јасеновац (Анализа стања и смјернице развоја), приредио: Јован Мирковић, Јасеновац, Спомен подручје, 1980, 56.
- Подсјећање: Спомен обиљежје у Глини – незавршен пројекат (каталог изложбе), коауторство: Јован Мирковић, Милојко Будимир и Драган Чубрић.
- Објављени извори и литература о јасеновачким логорима, „ГрафоМарк“ Лакташи, „Бесједа“, Бања Лука, Музеј жртава геноцида Београд, Бања Лука – Београд, 2000. Електронско издање: Јасеновац – Доња Градина, Индустрија смрти 1941-1945, ЦД-РОМ са електронском библиотеком, „Светлописно одељење“, Београд, 2005. На интернету: www.jasenovac-info, и www.rastko.rs.
- Били су само деца, Јасеновац гробница 19.432 девојчице и дечака = They Were Only Children, Jasenovac Crypt of 19.432 Girls and Boys, коауторство са Драгојем Лукићем (каталог изложбе), Београд, Музеј жртава геноцида, 2002. Друго измењено издање, Београд, Музеј жртава геноцида, 2006. Catalogo della mostra: Erano solo bambini, Jasenovac tomba di 19.432 bambine e bambini – Catalogue of exibition: They Were Only Children, Jasenovac Crypt of 19.432 Girls and Boys, треће измењено издање, Београд, Музеј жртава геноцида, 2006. Четврто измењено и допуњено издање: Београд, Музеј жртава геноцида, 2011.
- Губим Невино Свој Живот Због Неваљали и Проклети Људи“, Злочини геноцида и ратни злочини против цивилног становништва на југословенским просторима 1941-1945. године (са документарних фотографија) = „I’m losing my Life Because of Wicked and Cursed People“, The Crime of Genocide and War Crimes Against Civilian Population in the Yugoslav Territory 1941-1945 (with documentary photographs) (каталог изложбе), коауторство, Музеј жртава геноцида, Београд 2011.